# Ta’ Dbieġi (Hügel)

Ta’ Dbieġi

Der Ta’ Dbieġi ist ein Hügel auf der maltesischen Insel Gozo. Mit einer Höhe von etwa 195 m ist er die höchste Erhebung der Insel. Der Hügel befindet sich im Westteils Gozos zwischen den Orten San Lawrenz und Kerċem. An seinem Fuß liegt das Handwerksdorf Ta’ Dbieġi.
Südöstlich des Ta’ Dbieġi befindet sich der Għajn Abdul, nordöstlich der Ta’ Għammar, auf den ein Kreuzweg führt.